# يو إف سي ليلة القتال: أندرادي ضد بلانتشفيلد
يو إف سي ليلة القتال: أندرادي ضد بلانتشفيلد (بالإنجليزية: UFC Fight Night: Andrade vs. Blanchfield)‏ هو حدث لفنون القتال المختلطة نظمته يو إف سي، أُقيم في 18 فبراير 2023، على يو إف سي أبيكس في لاس فيغاس، نيفادا، الولايات المتحدة.